# Zătreni, Vâlcea
Zătreni este satul de reședință al comunei cu același nume din județul Vâlcea, Oltenia, România.

## Monumente istorice
- Cula Zătreanu, monument istoric  (cod LMI: VL-II-m-B-09977), construită în anul 1754
- Biserica de lemn din Zătreni

 Acest articol despre o localitate din județul Vâlcea este deocamdată un ciot. Puteți ajuta Wikipedia prin completarea lui.